# إرفينغ سينجر
إرفينغ سينجر (بالإنجليزية: Irving Singer) هو فيلسوف أمريكي، ولد في 24 ديسمبر 1925 في بروكلين في الولايات المتحدة، وتوفي في 1 فبراير 2015.